# Lac Ernest (Lac-Ernest)
Le lac Ernest est un plan d'eau douce du territoire non organisé du Lac-Ernest, dans la municipalité régionale de comté (MRC) d'Antoine-Labelle, dans la région administrative des Laurentides, au Québec, au Canada. Le lac Ernest est situé au cœur de la Réserve faunique de Papineau-Labelle.
À partir du milieu du XIXe siècle, la foresterie a été l'activité économique prédominante du secteur. Dès le XIXe siècle, les activités récréotouristiques ont été mises en valeur.

## Géographie
D'une longueur de 3,8 km (dans le sens nord-sud), le lac Ernest se situe dans le parcours de la rivière Ernest qui le traverse du nord au sud sur sa pleine longueur. En amont du lac Ernest, la rivière Ernest coule vers le sud ; et en aval, elle coule vers le sud-est pour aller se déverser sur la rive ouest du lac Gagnon (Papineau).
Le lac Ernest est aussi alimenté par la rive est de la décharge des lacs Queen, Turck, Prince, Boudor et Bourne ; et aussi de la décharge du lac Lelat.

## Toponymie
Les toponymes "Rivière Ernest", "Lac Ernest" et "Lac-Ernest" (territoire non-organisé) sont interreliés en ayant le même origine.
Le toponyme "Lac Ernest" a été officialisé le 5 décembre 1968 à la Banque des noms de lieux de la Commission de toponymie du Québec.